# 原由美子 (アニメーター)
原 由美子（はら ゆみこ）は、日本の女性アニメーター、キャラクターデザイナー、イラストレーター。スタジオ雲雀を経てスタジオコメット所属。
代々木アニメーション学院卒業。夫はアニメーションプロデューサーの関山晃弘。
アニメーションの作画監督やキャラクターデザインを多数手掛けている。

## 参加作品

### テレビアニメ
2004年
- スクールランブル（2004年 - 2005年、作画監督）

2005年
- capeta（2005年 - 2006年、OP/ED原画）

2006年
- スクールランブル 二学期（OP原画・作監補・原画・作画監督）

2007年
- Saint October（原画・作画監督）
- こどものじかん（OP原画・作画監督・原画・作監補佐）

2008年
- xxxHOLiC◆継（作画監督・原画）
- 乃木坂春香の秘密（ED原画）
- 夜桜四重奏 〜ヨザクラカルテット〜（作画監督）

2009年
- 宙のまにまに（作画監督・原画・ED原画・デザイン協力）

2010年
- ジュエルペット てぃんくる☆（2010年 - 2011年、原画・作画監督・作画監督補佐）
- 迷い猫オーバーラン!（作画監督補佐）
- WORKING!!（作画監督、原画）

2011年
- ジュエルペット サンシャイン（2011年 - 2012年、作画監督・原画・OP原画・BANK原画）

2012年
- トータル・イクリプス（アニメーションキャラクターデザイン）
- ジュエルペット きら☆デコッ!（2012年 - 2013年、原画）

2013年
- 問題児たちが異世界から来るそうですよ?（OP原画）
- ジュエルペット ハッピネス（2013年 - 2014年、原画）
- 俺の脳内選択肢が、学園ラブコメを全力で邪魔している（キーアニメーター）

2015年
- 美男高校地球防衛部LOVE!（サブキャラクターデザイン・プロップデザイン・総作画監督）
- 空戦魔導士候補生の教官（作画監督）
- ジュエルペット マジカルチェンジ（作画監督）

2016年
- 美男高校地球防衛部LOVE!LOVE!（キャラクターデザイン・総作画監督）

2017年
- 牙狼〈GARO〉-VANISHING LINE-（2017年 - 2018年、ゲストキャラクターデザイン）

2019年
- B-PROJECT〜絶頂*エモーション〜（総作画監督・作画監督）
- 魔入りました!入間くん（2019年 - 2020年、総作画監督）

2021年
- 魔入りました!入間くん（第2シリーズ、キャラクターデザイン・総作画監督）

2022年
- BIRDIE WING -Golf Girls' Story-（総作画監督）
- 魔入りました!入間くん（第3シリーズ、キャラクターデザイン）

2024年
- ラーメン赤猫（作画監督）

2025年
- Aランクパーティを離脱した俺は、元教え子たちと迷宮深部を目指す。（総作画監督）

### 劇場アニメ
- 秒速5センチメートル（2007年、原画）

### OVA
- ねとらん者 THE MOVIE（2004年、原画）
- スクールランブル 一学期補習（2005年、原画・ED原画）
- Baby Princess 3Dぱらだいす0（ラブ）（2011年、キャラクターデザイン・総作画監督）

### 小説
- 美男高校地球防衛部LOVE!NOVEL!（2015年 - 2016年、イラスト）